# 卡萨斯德阿罗
卡萨斯德阿罗，是西班牙卡斯蒂利亚-拉曼恰昆卡省的一个市镇。总面积111平方公里，总人口886人（2001年），人口密度8人/平方公里。